# Districtul Offenbach
Districtul Offenbach este un district rural (Landkreis) în landul Hessa, Germania.
A nu se confunda cu orașul-district cu statut de district urban (în germană kreisfreie Stadt) Offenbach am Main, tot din Hessa.
1. 1 2 3  GeoNames